# Gymnocalycium hossei
Gymnocalycium hossei ist eine Pflanzenart in der Gattung Gymnocalycium aus der Familie der Kakteengewächse (Cactaceae). Das Artepitheton hossei ehrt den deutschen Botaniker Carl Curt Hosseus (1878–1950).

## Beschreibung
Gymnocalycium hossei wächst meist einzeln mit graugrünen bis bläulich grünen, abgeflacht kugelförmigen bis kugelförmigen Trieben, die bei Durchmessern von 20 Zentimetern Wuchshöhen von bis zu 9 Zentimeter erreichen. Die 13 bis 19 Rippen sind recht breit. Der einzelne Mitteldorn vergraut im Alter. Die sieben bis neun ausgebreiteten, zurückgebogenen, anfangs braunen Randdornen werden im Alter grau und besitzen dann eine dunklere Spitze. Sie sind bis zu 1,5 Zentimeter lang. Einer von ihnen ist abwärts gerichtet, die anderen seitwärts.
Die weißlichen bis rötlich rosafarbenen Blüten sind gelegentlich bräunlich überhaucht. Ihre Blütenröhre ist kurz.

## Verbreitung, Systematik und Gefährdung
Gymnocalycium hossei ist in den argentinischen Provinzen Catamarca und La Rioja in Höhenlagen von 500 bis 1500 Metern verbreitet.
Die Erstbeschreibung als Echinocactus hossei erfolgte im 105. Jahrgang des Kakteen-Preisverzeichnisses der Firma F. A. Haage junior, Erfurt, im Jahr 1927 durch Friedrich Adolph Haage. Alwin Berger stellte die Art zwei Jahre später in die Gattung Gymnocalycium.
In der Roten Liste gefährdeter Arten der IUCN wird die Art als „Least Concern (LC)“, d. h. als nicht gefährdet geführt.

## Nachweise